# Где-то между (телесериал)
«Где-то ме́жду» (англ. Somewhere Between) — американский драматический телесериал с Полой Паттон в главной роли, основанный на южнокорейском сериале «Дар небес: 14 дней». Премьера сериала состоялась 24 июля 2017 года на телеканале ABC.

## Сюжет
Сюжет сериала вращается вокруг Лоры Прайс и её дочери Серены. После череды убийств в округе Лора понимает, что переживает один и тот же день в стиле «Дня сурка». Тем не менее, у неё есть лишь один шанс понять, что происходит и предотвратить убийство дочери.

## В ролях
- Пола Паттон — Лора Прайс
- Девон Сава — Нико Джексон
- Джей Ар Борн — Томас «Том» Прайс
- Ария Бёрч — Серена Прайс
- Кэтрин Бэррол — Грейс Джексон
- Саманта Феррис — капитан Кендра Сарно
- Ноэль Йохансен — Дэнни Джексон
- Имоджен Теар — Руби Джексон
- Кармел Амит — Дженни
- Дэниел Бэйкон — инспектор Глен Капнер
- Майкл Сент-Джон Смит — губернатор Престон Декайзер
- Ребекка Стааб — Коллин Декайзер
- Серж Уд — Ричард Раскин

## Производство
16 февраля 2016 года ABC заказал десять эпизодов сериала, основанного на южнокорейском сериале «Дар небес: 14 дней», показ которого осуществлялся каналом SBS. В 7 марта 2017 года в Ванкувере начались съёмки проекта, а премьера была назначена на 24 июля 2017 года. Сценаристом выступил Стивен Толкин.
26 января 2017 года стало известно, что Пола Паттон получила главную женскую роль, а 21 февраля того же года Девон Сава получил главную мужскую роль. Джей Ар Борн присоединился к актёрскому составу сериала два дня спустя.

## Эпизоды
| №  | Название                                             | Режиссёр     | Автор сценария                           | Дата премьеры    | Произв. код | Зрители в США (млн) |
| -- | ---------------------------------------------------- | ------------ | ---------------------------------------- | ---------------- | ----------- | ------------------- |
| 1  | «Одна жизнь чтобы жить» «For One to Live»            | Дуан Кларк   | Стивен Толкин                            | 24 июля 2017     | 101         | 2.91                |
| 2  | «2.0» «2.0»                                          | Дуан Кларк   | Стивен Толкин                            | 25 июля 2017     | 102         | 1.76                |
| 3  | «Охотник и преследуемый» «The Hunter and the Hunted» | Дэвид Фрэйзи | Стивен Толкин                            | 1 августа 2017   | 103         | 1.67                |
| 4  | «Судьба берет отпуск» «Fate Takes a Holiday»         | Дэвид Фрэйзи | Шелли Эриксен                            | 8 августа 2017   | 104         | 1.44                |
| 5  | «В огонь» «Into the Fire»                            | Матиас Хендл | Уил Змак                                 | 15 августа 2017  | 105         | 1.58                |
| 6  | «Сумасшествие» «Madness»                             | Матиас Хендл | Стефен Кокрейн                           | 22 августа 2017  | 106         | 1.61                |
| 7  | «Четвертый человек» «The Fourth Man»                 | Майкл Нанкин | Дженника Харпер                          | 29 августа 2017  | 107         | 1.71                |
| 8  | «Дитя судьбы» «Destiny's Child»                      | Майкл Нанкин | Шелли Эриксен                            | 5 сентября 2017  | 108         | 1.78                |
| 9  | «Призрак» «Ghost»                                    | Дэвид Фрэйзи | Стивен Толкин, Джеффри Ноффтс и Уил Змак | 12 сентября 2017 | 109         | 1.62                |
| 10 | «Один должен умереть» «One Must Die»                 | Дэвид Фрэйзи | Стивен Толкин                            | 19 сентября 2017 | 110         | 1.88                |